# Casa del que mató al animal
La casa del que mató al animal es el nombre que recibe un inmueble del siglo XVI, edificado en el Centro Histórico de la ciudad de Puebla, en Puebla, México. Recibe ese apelativo por una leyenda local. Desde la década de los 1940 es sede del periódico El Sol de Puebla.

## Leyenda
La leyenda atribuye la casa a un hombre adinerado llamado Pedro de Carvajal, quien tenía una hija y un hijo. Según el relato, durante una fiesta de su hija –que entonces tenía 15 años–, se apareció una criatura con forma de serpiente, proveniente de los bosques del volcán la Malinche. El monstruo devoró al hijo menor del comerciante, por lo que Pedro de Carvajal ofreció una recompensa para quien diera muerte a la bestia. Un día, un jinete arribó a la casa con la cabeza de la criatura, por lo que obtuvo como premio la casa, así como a la hija en matrimonio. Otros variantes de la leyenda señalan que la bestia era un animal parecido a un lobo.

## Arquitectura
Lo más destacado del inmueble es la puerta de acceso, compuesta de dos jambas amplias rematadas por un dintel proporcionado en estilo plateresco. El basamento y capitel de las jambas es sobrio; en la planta baja se perciben tres rosetes estilizados a la usanza indígena, en tanto que la sección alta alberga ornatos vegetales entrelazados con aves. Los motivos de las jambas son escenas de cacería, en las que aparecen caballeros sosteniendo perros. La composición de los tableros y los trajes de los cazadores sugieren que los relieves son una copia de los tapices franceses o flamencos de la segunda mitad del siglo XV.

## Galería

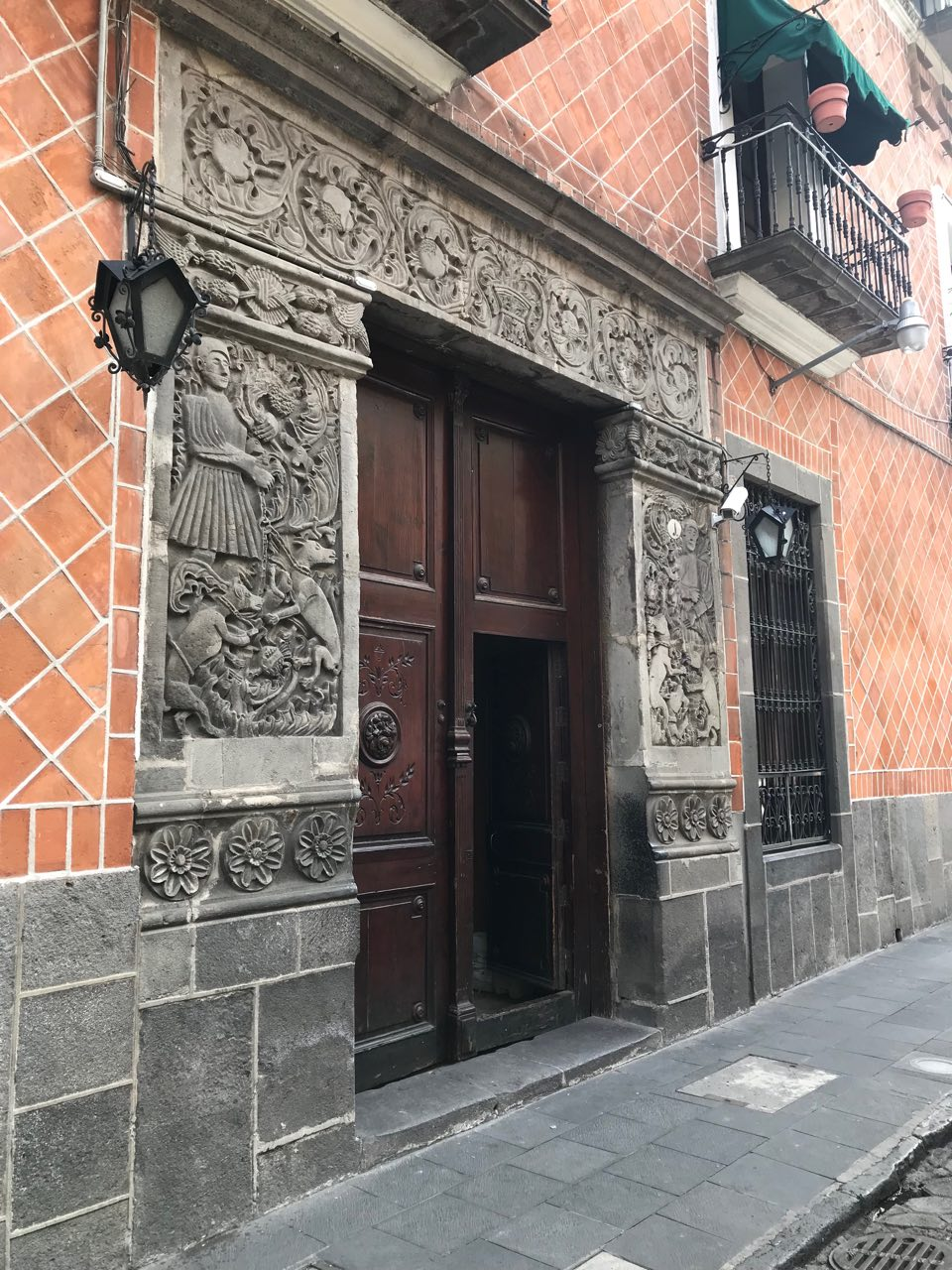
Dintel de la casa del que mató al animal, inmueble histórico de la ciudad de Puebla, Puebla, México
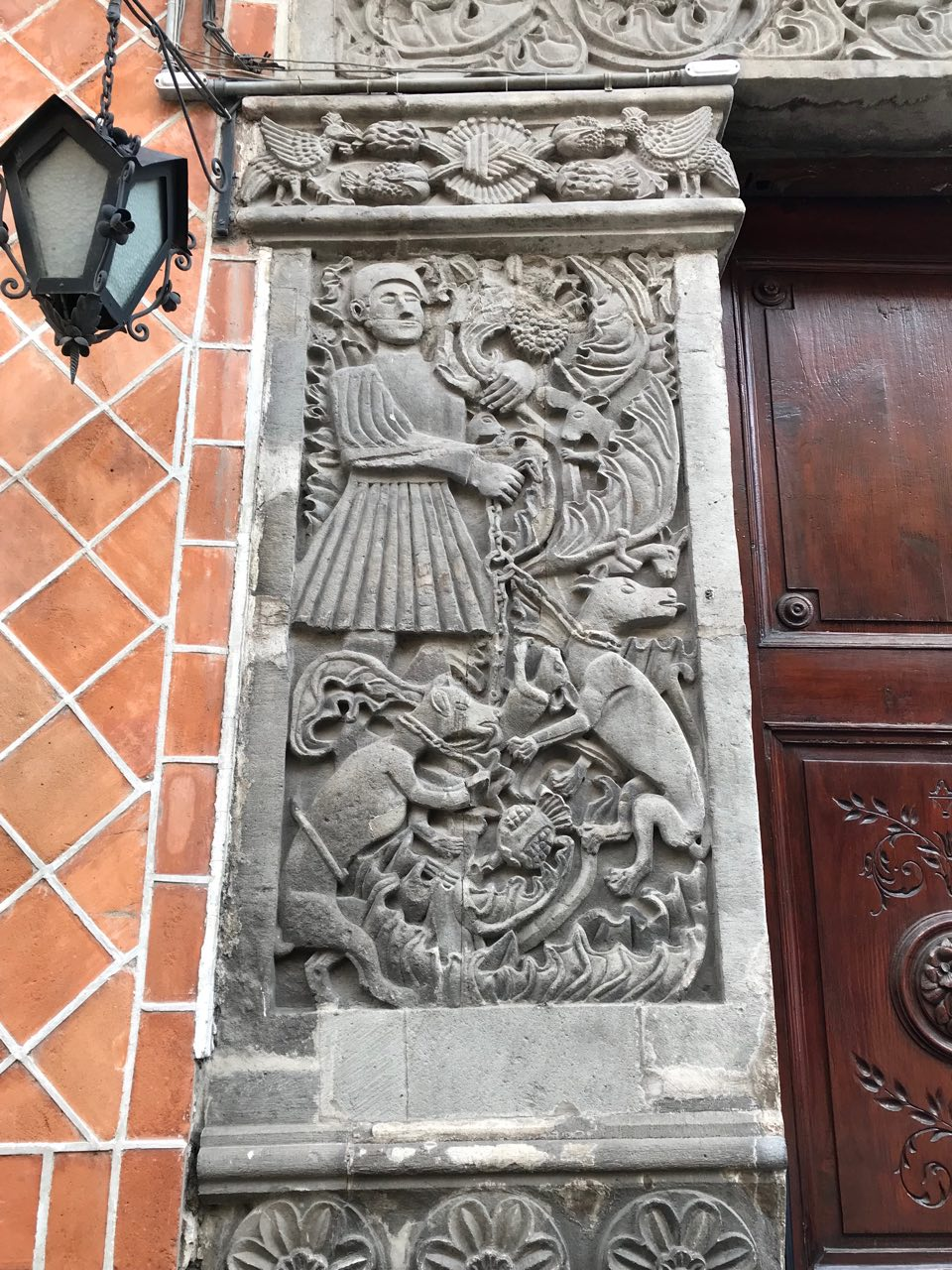
Motivos de las jambas son escenas de cacería, en las que aparecen caballeros sosteniendo perros.